# Puchar Polski w piłce siatkowej mężczyzn (1986/1987)
Puchar Polski w piłce siatkowej mężczyzn 1986/1987 – 30. sezon rozgrywek o siatkarski Puchar Polski, rozgrywany od 1932 roku.

## Klasyfikacja końcowa
| Miejsce | Drużyna        |
| ------- | -------------- |
| 1.      | Resovia        |
| 2.      | Czarni Radom   |
| 3.      | Stal Nysa      |
| 4.      | Legia Warszawa |